# Rainbow (ban nhạc)
Rainbow (còn có tên là Ritchie Blackmore's Rainbow hay Blackmore's Rainbow) là một siêu ban nhạc rock người Anh trú tại Hertford, Anh và được thành lập bởi nghệ sĩ guitar Ritchie Blackmore vào năm 1975. Đội hình nhóm ban đầu được thành lập với ban nhạc rock người Mỹ Elf của Ronnie James Dio, nhưng sau khi cho phát hành album đầu tay trùng tên nhóm, Blackmore đã khai trừ các thành viên đánh nhạc đệm và tiếp tục hoạt đồng cùng Dio. Rainbow thu âm thêm hai album phòng thu nữa với Dio—Rising (1976) và Long Live Rock 'n' Roll (1978)—trước khi anh chia tay ban nhạc để đầu quân cho Black Sabbath vào năm 1979.
Tác phẩm đầu tiên của Rainbow có ca từ huyền bí cùng phong cách neoclassical metal, rồi chuyển qua hướng pop-rock hơn sau khi Dio rời khỏi nhóm. Ba nhạc công người Anh gia nhập ban nhạc vào năm 1979—ca sĩ Graham Bonnet, nghệ sĩ keyboard Don Airey và Roger Glover (cựu tay bass của Deep Purple)—và đội hình này đã mang lại cho ban nhạc thành công đột phá về mặt thương mại với đĩa đơn "Since You Been Gone" trích từ album phòng thu thứ tư Down to Earth của nhóm. Ban nhạc tiếp tục gặt hái thành công ở đầu thập niên 1980 với ba album kế tiếp là Difficult to Cure (1981), Straight Between the Eyes (1982) và Bent Out of Shape (1983). Sau khi tan rã vào năm 1984, Blackmore tái lập Rainbow vào năm 1993 với một đội hình mới để thu âm album phòng thu thứ 8 và cuối cùng của họ tính đến nay là Stranger in Us All (1995). Định hướng âm nhạc của Blackmore thay đổi từ rock sang âm nhạc chịu ảnh hưởng bởi thời Phục Hưng và Trung Cổ là nguyên nhân làm Rainbow giải tán lần hai vào năm 1997. Ông tái hồi sinh ban nhạc một lần nữa vào năm 2015, và đôi khi họ vẫn biểu diễn trực tiếp.
Trong nhiều năm Rainbow đã trải qua nhiều lần thay đổi nhân sự, mỗi album phòng thu nhóm lại thu âm với một đội hình khác nhau, làm cho Blackmore trở thành thành viên duy nhất gắn bó trung thành với ban nhạc. Hai ca sĩ Joe Lynn Turner và Doogie White thì theo chân Bonnet, nhiều nhạc công đánh đêm đã đến rồi lại đi. Ngoài Blackmore, đội hình hiện tại Rainbow gồm Ronnie Romero (hát chính), Jens Johansson (đánh keyboard), Bob Nouveau (đánh bass) và David Keith (chơi trống). Rainbow được liệt ở vị trí số 90 trong danh sách 100 nghệ sĩ hard rock xuất sắc nhất của VH1. Ban nhạc đã bán ra hơn 30 triệu đĩa nhạc toàn thế giới.

## Lịch sử hoạt động

### Thành lập (1975)

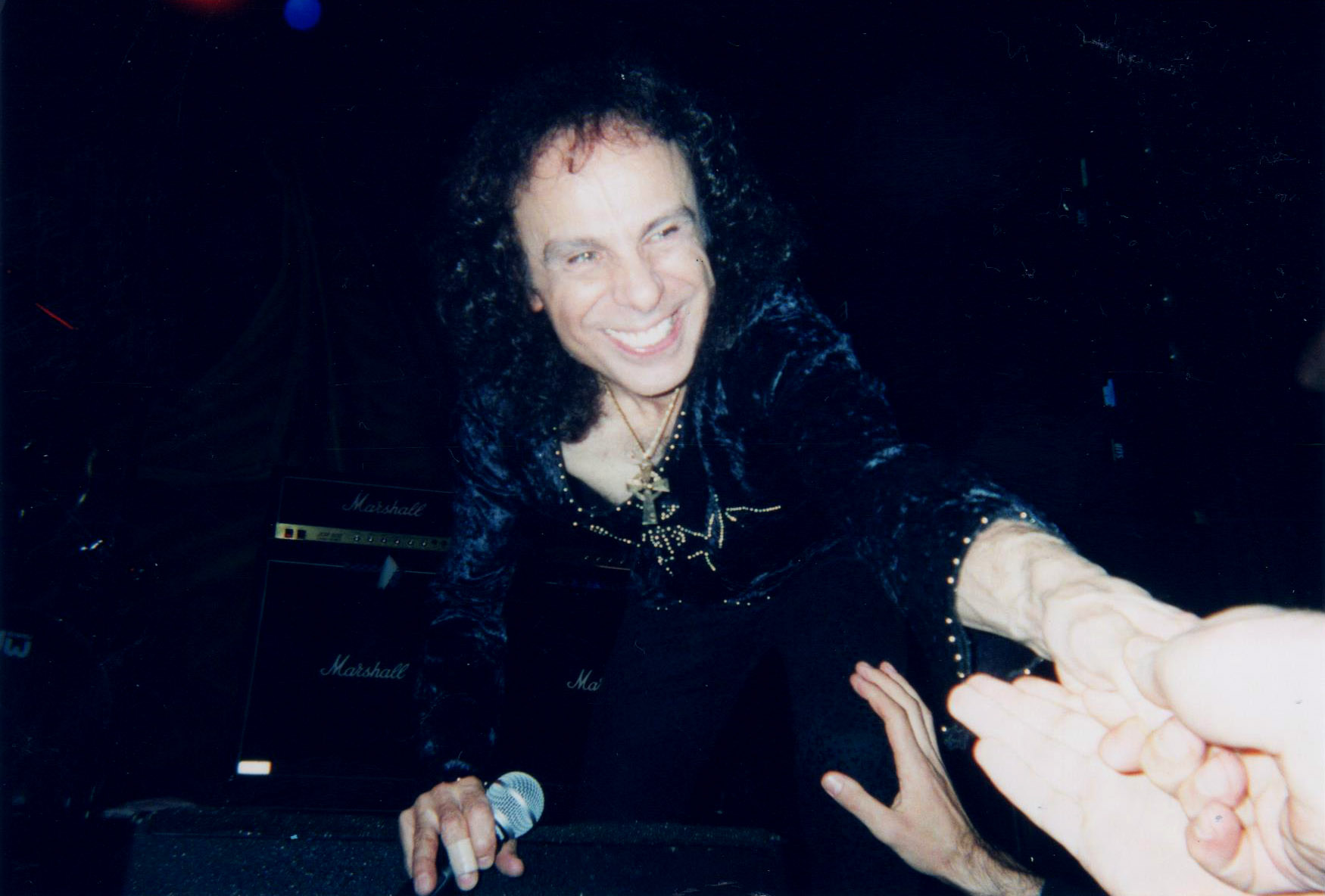
Ronnie James Dio vào năm 2002

Đến năm 1973, Blackmore đã trèo lái Deep Purple qua một thay đổi nhân sự đáng chú ý, với Ian Gillan và Roger Glover bị thay thế bởi David Coverdale và Glenn Hughes. Tuy nhiên, các thành viên mới hứng thú với việc tăng thêm các phong cách âm nhạc và Blackmore thấy đề nghị thu âm các bài "Black Sheep of the Family" (do Steve Hammond chắp bút sáng tác) với "Sixteenth Century Greensleeves" của mình bị ban nhạc từ chối. Thay vào đấy, anh quyết định thu âm bài hát với Dio, đồng thời tuyển dụng ban nhạc Elf của Dio làm nhạc công. Anh rất thích thành quả thu được và một album dài với tên gọi Ritchie Blackmore's Rainbow đã được ghi âm từ tháng 2 đến tháng 3 năm 1975 tại Musicland Studios ở Munich, Đức. Tên của ban nhạc lấy cảm hứng từ tên quán bar Rainbow Bar and Grill ở West Hollywood, California.
Nhạc của Rainbow lấy cảm hừng một phần từ nhạc cổ diển vì Blackmore bắt đầu học chơi đàn cello để giúp anh xây dựng các chùm hợp âm hấp dẫn, còn Dio phụ trách viết lời về đề tài Trung cổ. Dio sở hữu một chất giọng vừa nội lực vừa linh hoạt giúp thể hiện tốt cả hard rock lẫn những bản ballad nhẹ nhàng. Blackmore cho hay: "Tôi cảm thấy rùng mình dọc sống lưng." Mặc dù Dio chưa bao giờ chơi một nhạc cụ trong bất kì album nào của Rainbow, ông lại được ghi công vì đã sáng tác và chuyển soạn nhạc với Blackmore, bên cạnh công đoạn viết toàn bộ lời ca khúc. Blackmore và Dio còn tìm thấy một điểm chung trong khiếu hài hước của hai người. Ca sĩ của Rainbow chia sẻ: "đó là cơ hội để tôi thể hiện những ngón nghề của mình. Tôi biết ơn Ritchie vì chuyện ấy suốt thời gian đã qua. Ritchie Blackmore là người trao cho tôi cơ hội để thể hiện giá trị của mình."
Sau trải nghiệm thu âm tích cực cùng Dio, Blackmore quyết định rời Deep Purple, chơi nốt show cuối cùng họ tại Paris vào tháng 4. Album nhận được lời khen từ cánh phê bình, đồng thời lọt vào top 20 ở Liên hiệp Anh và top 30 ở Mỹ. Tin Blackmore chia tay Purple được thông báo vào ngày 21 tháng 6.

### Chuyến lưu diễn thế giới và thành công đầu tiên (1975–1978)
Blackmore không thoải mái khi đem theo đội hình của Elf cùng mình đi trình diễn nhạc sống, vì thế anh đã sa thải tất cả ngoại trừ Dio sau khi album được thu âm, do lối nện trống của Driscoll và lối chơi bass kiểu funk của Gruber không phù hợp. Blackmore tiếp tục là người chỉ huy đội hình trong suốt thời kì sau của ban nhạc; tay trống và đồng đội cũ Ricky Munro chia sẻ "anh ấy rất khó gần bởi bạn không bao giờ biết khi nào anh ấy sẽ quay lưng và nói 'Cậu bị sa thải'." Blackmore kết nạp tay bass Jimmy Bain, nghệ sĩ keyboard người Mỹ Tony Carey và tay trống Cozy Powell (từng hợp tác với Jeff Beck và có những thành công nhất định trong sự nghiệp solo). Powell cũng rất hợp ý Blackmore bởi cả hai có chung sở thích những trò chơi khăm.
Đội hình này cũng bắt đầu chuyến lưu diễn thế giới đầu tiên của ban nhạc, với ngày diễn đầu tiên ở Montreal vào ngày 10 tháng 11 năm 1975. Điểm trang trí nổi bật trong các buổi trình diễn nhạc sống của nhóm là một cái cầu vồng do máy tính điều khiển, tập hợp 3.000 bóng đèn trải dài 40 feet khắp sân khấu.  Album thứ hai Rising được họ thu âm vào tháng 2 tại Musicland. Tính đến thời điểm những ngày diễn ở châu Âu vào hè năm 1976, Rainbow đã gây dựng danh tiếng với những màn biểu diễn nhạc sống cực cháy. Ban nhạc còn đưa bài "Mistreated" của Deep Purple vào danh sách tiết mục của họ, và thời lượng ca khúc được kéo dài để thể hiện thêm những đoạn nhạc chơi ngẫu hứng. Carey nhớ lại lúc tập dượt khá đơn giản: "Chúng tôi chẳng làm gì khác ngoài phần kết cấu, kết bài... rất là linh hoạt và thực sự đúng kiểu progressive rock." Bìa album được thiết kế bởi nghệ sĩ kỳ ảo người Mỹ Ken Kelly — tác giả những bức vẽ Tarzan và Conan the Barbarian.
Tháng 8 năm 1976, sau một đêm diễn tại Tòa thị chính Newcastle, Blackmore quyết định khai trừ Carey do tin rằng lối chơi của anh quá phức tạp đối với ban nhạc. Do không thể ngay lập tức tìm người thay thế thích hợp, Carey nhanh chóng được giữ lại, nhưng cho tới khi chuyến lưu diễn thế giới đặt chân đến Nhật Bản, anh thường xuyên là đối tượng của những trò chơi khăm và đùa giỡn của Blackmore. Sau đó Blackmore quyết định rằng Bain không đạt chuẩn và sa thải anh vào tháng 1 năm 1977. Ngay sau đó Carey bỏ ban nhạc vì mệt mỏi trước những trò chơi khăm của Blackmore. Tuy nhiên Blackmore lại gặp khó trong khâu tìm người thay thế mà anh thích. Ở vị trí chơi keyboard, sau khi thử việc các nghệ sĩ thành danh như Mark Stein của Vanilla Fudge, Matthew Fisher của Procol Harum và Eddie Jobson (thành viên cũ ở Curved Air và Roxy Music), Blackmore cuối cùng lựa chọn tay keyboard người Canada David Stone từ ban nhạc ít tiếng tăm Symphonic Slam. Ở vị trí chơi bass, Blackmore lúc đầu lựa chọn Mark Clarke (cựu thành viên của các ban nhạc Colosseum của Jon Hiseman, Uriah Heep và Tempest), nhưng trong một lần ở phòng thu để ghi âm album kế tiếp Long Live Rock 'n' Roll, Blackmore ghét lối chơi fingerstyle của Clarke nhiều đến mức đuổi anh ta ngay tức khắc và tự mình chơi bass trong tất cả các bài ngoại trừ 4 ca khúc: "Gates of Babylon" (bài tiêu đề của album), "Kill the King" và "Sensitive to Light". Tay bass Bob Daisley (cựu thành viên của Widowmaker) được thuê để thu nốt những bài này, qua đó hoàn tất đội hình kế tiếp của ban nhạc.
Sau khi phát hành đĩa và đi lưu diễn rộng khắp thế giới trong hai năm 1977–78, Blackmore quyết định muốn đưa ban nhạc đi theo hướng thương mại mới hơn thay cho đề tài "kiếm sĩ và pháp sư". Dio không tán thành thay đổi này và rời Rainbow.

### Thành công thương mại (1978–1984)
Blackmore đã mời Ian Gillan (đồng đội cũ ở Deep Purple) để thay thế Dio, song Gillan từ chối anh. Sau hàng loạt buổi thử việc, Graham Bonnet (cựu ca sĩ kiêm guitar của The Marbles) được kết nạp. Powell ở lại nhưng Daisley bị sa thải, còn David Stone bỏ ban nhạc nên bị thay thế bởi nghệ sĩ keyboard Don Airey. Lúc đầu ban nhạc đăng tuyển mộ các nghệ sĩ bass, nhưng theo đề xuất của Cozy Powell, Blackmore đã thuê Roger Glover (một thành viên cũ nữa của Deep Purple) làm nhà sản xuất kiêm chơi bass và viết lời. Album đầu tiên với đội hình mới, Down to Earth, đã gặt hái thành công trên bảng xếp hạng với những đĩa đơn như "All Night Long" và "Since You Been Gone" (do Russ Ballard sáng tác). Năm 1980, ban nhạc là nghệ sĩ diễn chính tại Nhạc hội Monsters of Rock đầu tiên ở Lâu đài Donington, Anh. Tuy nhiên, đây lại là buổi diễn cuối của Powell với Rainbow: anh đã thông báo bỏ nhóm do ghét hơi hướng ngày càng pop rock của Blackmore. Kế đó, sau nhiều lần xích mích với Blackmore, Bonnet rời đi để theo đuổi sự nghiệp solo.
Ở album kế tiếp, các vị trí của Bonnet và Powell lần lượt bị thay thế bởi các nhạc công người Mỹ Joe Lynn Turner và Bobby Rondinelli. Bài tiêu đề trích từ album Difficult to Cure là một bản Giao hưởng số 9 của Beethoven. Album cho ra đời đĩa đơn thành công của nhóm tại Liên hiệp Anh là "I Surrender" (một bài hát nữa của Ballard) — đạt vị trí số 3. Sau chuyến lưu diễn quảng bá, Don Airey nghỉ việc do những khác biệt âm nhạc và bị thay thế bởi David Rosenthal. Rainbow kiếm được lượng phát sóng đáng kể trên các đài phát thanh Album-oriented rock (AOR) ở Mỹ với bài "Jealous Lover" — đạt vị trí số 13 trên bảng xếp hạng Rock Tracks của Billboard. Lúc đầu được in làm đĩa mặt B của "Can't Happen Here", "Jealous Lover" sau đó đã trở thành bài tiêu đề trong một đĩa EP phát hành ở Mỹ với bìa đĩa giống Difficult to Cure.
Album dài kế tiếp của Rainbow là Straight Between the Eyes. Album có tính nhất quán hơn Difficult to Cure và gặt hái thành công hơn ở Mỹ. Tuy nhiên ban nhạc lại làm người hâm mộ cũ xa lánh do thứ âm thanh hơi hướng AOR hơn. Đĩa đơn "Stone Cold" là một bản ballad có những thành công nhất định trên các bảng xếp hạng (ngôi quán quân trên bảng xếp hạng Rock Tracks của Billboard), còn MV của bài có tần suất phát dày đặc trên MTV. Chuyến lưu diễn quảng bá thành công đã bỏ qua hoàn toàn thị trường Liên hiệp Anh và chú trọng vào thị trường Mỹ. Một ngày diễn ở San Antonio, Texas trong tour này đã được ghi hình, và kết quả là "Live Between the Eyes" cũng có những lượt chiếu liên tục trên MTV.
Bent Out of Shape chứng kiến tay trống Rondinelli bị khai trừ để nhường chỗ cho Chuck Burgi (cựu tay trống của Balance). Album có sự góp mặt của đĩa đơn "Street of Dreams". Blackmore ghi trên website của mình rằng MV của bài hát bị MTV cấm chiếu do mang đoạn video clip thôi miên gây tranh cãi, nhưng Tiến sĩ Thomas Radecki của Liên minh bạo lực trên truyền hình quốc gia lại chỉ trích MTV vì cho phát sóng MV, mâu thuẫn với lời của Blackmore. Chuyến lưu diễn sau đó chứng kiến Rainbow trở lại Liên hiệp Anh và cũng tới Nhật Bản vào tháng 3 năm 1984 để biểu diễn bài "Difficult to Cure" với cả một dàn nhạc. Buổi hòa nhạc này đã được ghi hình.

### Giải tán và tạm thời tái hoạt động (1984–1997)

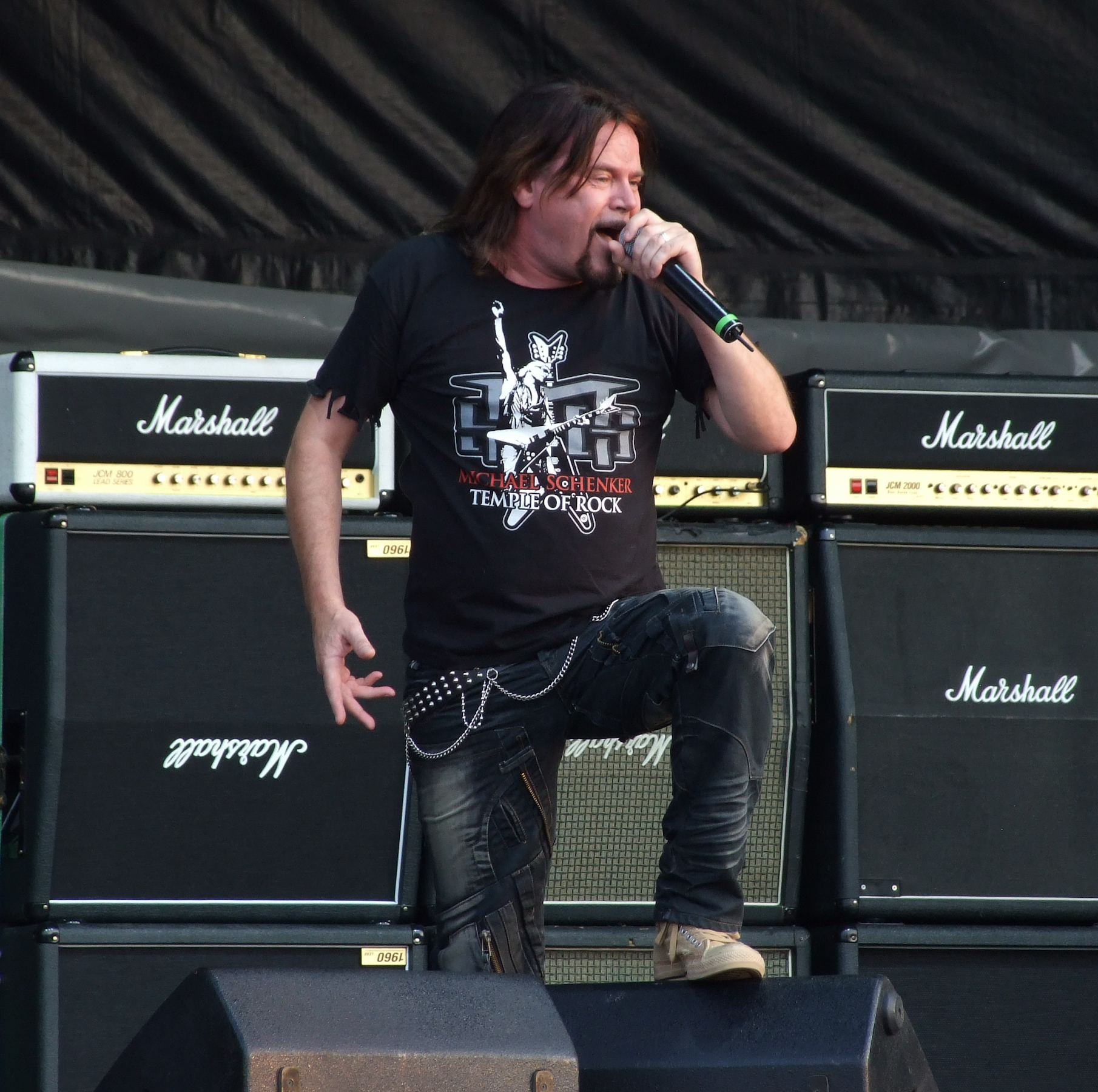
Ca sĩ Doogie White vào năm 2012

Quản lý Thames Talent của Rainbow đã phối hợp để tái lập đội hình MK. II của Deep Purple thành công. Đến tháng 4 năm 1984, Rainbow bị giải tán. Album cuối của Rainbow lúc ấy, Finyl Vinyl là một tập hợp các bản nhạc sống và đĩa mặt B từ các đĩa đơn, trong đó có bản hòa tấu "Weiss Heim" (mặt B của All Night Long), "Bad Girl" (mặt B của Since You Been Gone) và "Jealous Lover" (mặt B của Can't Happen Here).
Năm 1988, sau khi gia nhập nhóm Impelliteri, Graham Bonnet đã cover bài "Since You Been Gone"  trong album đầu tay của nhóm là Stand In Line. Năm 1993, Blackmore rời Deep Purple vĩnh viễn do "những khác biệt sáng tạo" với các thành viên khác và tái lập Rainbow với đội hình hoàn toàn mới, đặc biệt là ca sĩ người Scotland Doogie White. Ban nhạc phát hành album Stranger in Us All vào năm 1995 và bắt chuyến lưu diễn dài toàn thế giới. Tour diễn đã gặt hái thành công, và live show ở Düsseldorf, Đức đã được ghi hình chuyên nghiệp cho chương trình truyền hình Rockpalast. Show này bị thu đĩa lậu rất nhiều (và được nhiều nhà sưu tập xem là đĩa lậu tốt nhất của Rainbow), về sau được chính thức phát hành bởi Eagle Records trên đĩa CD và DVD dưới tên gọi Black Masquerade vào năm 2013. Trong các live show thường xuyên thay đổi danh sách tiết mục, và những khúc nhạc ứng tác trở nên phổ biến với những kẻ thu đĩa lậu và nhiều show vẫn còn được đem bán đĩa trong cả thập niên về sau.
Tuy nhiên, Blackmore chuyển chú ý sang niềm đam mê âm nhạc từ lâu của mình, đó là âm nhạc thời Phục Hưng và Trung Cổ. Rainbow một lần nữa bị ngừng hoạt động sau khi nhóm chơi buổi hòa nhạc cuối tại Esbjerg, Đan Mạch vào năm 1997. Lúc ấy, Blackmore cùng với vợ là Candice Night làm giọng ca chính đã lập nên nhóm Blackmore's Night chịu ảnh hưởng chính từ nhạc Phục Hưng. Cùng với lúc sản xuất Stranger in Us All (1995), họ đã chuẩn bị thu âm album đầu tay Shadow of the Moon (1997).

### Tan rã (1997–2014)
Nhiều bài hát của Rainbow được trình diễn nhạc sống bởi nhiều thành viên của nhóm kể từ khi họ tan rã vào năm 1984 và sau đó là vào năm 1997, đặc biệt là cựu giọng ca Ronnie James Dio, Graham Bonnet, Joe Lynn Turner và Doogie White trong nhiều năm gần đây. Ngoài ra, Don Airey thường biểu diễn các bài hát thuộc kỷ nguyên 1979-1981 trong những live show solo của mình. Blackmore's Night thỉnh thoảng thể hiện một hoặc hai tiết mục của Rainbow, với các bài "Ariel", "Rainbow Eyes", "Street of Dreams" và "Temple of the King". "Street of Dreams" còn được Blackmore's Night tái thu âm.
Giai đoạn 2002–2004, dự án Hughes Turner Project đã thể hiện một số tác phẩm của Rainbow tại các buổi hòa nhạc của họ. Ngày 9 tháng 8 năm 2007, Joe Lynn Turner và Graham Bonnet chơi một đêm nhạc tri ân Rainbow tại Helsinki, Phần Lan. Buổi hòa nhạc tập hợp những bài hát trong kỷ nguyên 1979-1983. Năm 2009, Joe Lynn Turner, Bobby Rondinelli, Greg Smith và Tony Carey lập nên ban nhạc lưu diễn tri ân Over The Rainbow với Jürgen Blackmore (con trai Ritchie) chơi guitar. Over The Rainbow thể hiện các ca khúc trong suốt chiều dài lịch sử hoạt động của Rainbow. Sau tour diễn đầu tiên, Tony Carey phải rời nhóm do các vấn đề sức khỏe; vị trí của anh được trám bởi một cựu thành viên khác của Rainbow là Paul Morris.

### Tái hoạt động (2015–nay)

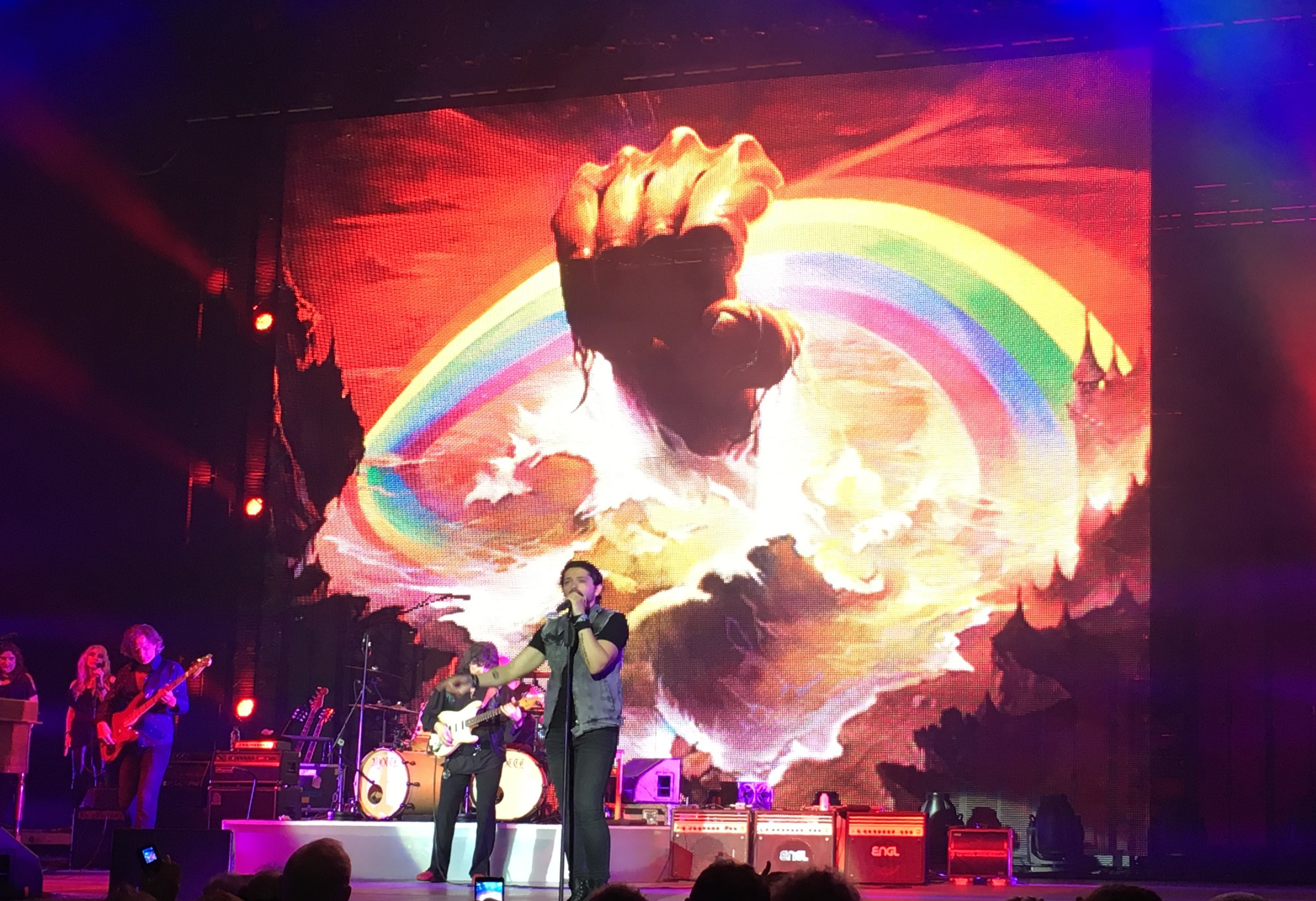
Ritchie Blackmore's Rainbow biểu diễn tại Nhạc hội Stone Free 2017

Năm 2015, Blackmore thông báo anh sẽ chơi những đêm nhạc "toàn rock" vào hè năm 2016 dưới cái tên "Ritchie Blackmore's Rainbow", những show nhạc rock đầu tiên của anh kể từ năm 1997. Đội hình mới của Rainbow được công bố vào 6 tháng 11 năm 2015: Ronnie Romero (ca sĩ của Lords of Black), nghệ sĩ keyboard Jens Johansson (Stratovarius), tay trống David Keith (Blackmore's Night) và tay bass Bob Nouveau (Bob Curiano).
Ban nhạc đã diễn chính tại Nhạc hội "Monsters of Rock" phiên bản Đức. Nhóm ra mắt vào ngày 17 tháng 6 năm 2016 tại Loreley Freilichtbühne — một live show ngoài rơi trước lượng khán giả ước tính là 15.000 người. Ngày 18 tháng 6 năm, họ chơi thêm một buổi diễn ngoài trời nữa trước 30.000 người hâm mộ Bietigheim-Bissingen (Festplatz am Viadukt). Show thứ ba và cuối cùng diễn san tại sân vận động Genting Arena của Birmingham, Anh.
Tháng 5 năm 2016, khi được hỏi xem liệu Rainbow có định ghi âm một album mới không, tay bass Bob Curiano trả lời "Tôi rất muốn đi vào phòng thu cùng Rainbow chứ. Tất cả những gì chúng ta cần là Ritchie nói 'Hãy làm thôi!' Tôi nghĩ tất cả chúng tôi đều cảm thấy áp lực bởi sự kỳ vọng của người hâm mộ. Với tôi, áp lục làm tôi làm việc siêng năng hơn và thu được kết quả tốt hơn." Tuy nhiên, Blackmore cho biết nhóm không có ý định làm một album hay chuyến lưu diễn toàn cầu mới, và dịp tái hợp "chỉ là vài ngày cho vui." Blackmore cũng nói rằng Rainbow đã nhận được nhiều đề xuất để làm thêm "vài show nữa" trong tương lai.
Mặc cho quyết định trước đó là không ra nhạc mới, Blackmore tiết lộ trong cuộc phỏng vấn với tạp chí Burrn! vào tháng 5 năm 2017 rằng Rainbow đang ở trong phòng thu để ghi thêm hai bài nữa. Blackmore chia sẻ: "Tôi đã viết một bài hát mới, và cũng thu một trong số các bài cũ. Ronnie (hiện đang ở  Madrid) đã thu giọng hát của anh ấy và gửi về. Thay vì làm một album, chúng tôi có thể ra các đĩa đơn."

## Thành viên
Đội hình hiện tại
- Ritchie Blackmore – guitar (1975–1984, 1993–1997, 2015–nay)
- Candice Night – hát bè (1994–1997, 2015–nay)
- Ronnie Romero – hát chính (2015–nay)
- Jens Johansson – keyboard (2015–nay)
- Bob Nouveau – bass, hát bè (2015–nay)
- David Keith – trống (2015–nay)

## Danh sách đĩa nhạc
- Ritchie Blackmore's Rainbow (1975)
- Rising (1976)
- Long Live Rock 'n' Roll (1978)
- Down to Earth (1979)
- Difficult to Cure (1981)
- Straight Between the Eyes (1982)
- Bent Out of Shape (1983)
- Stranger in Us All (1995)